# Queen Elizabeth Olympic Park
Queen Elizabeth Olympic Park – park i kompleks sportowy znajdujący się we wschodniej części Londynu.

## Opis
Park powstał z inicjatywy zbudowania czegoś nowego na Letnie Igrzyska Olimpijskie 2012 oraz Paraolimpijskie, które odbyły się w Londynie. Oprócz stadionu w parku znajduje się ArcelorMittal Orbit, czyli największa rzeźba w Wielkiej Brytanii oraz Basen Olimpijski. Kosztorys wyniósł 8,77 mln funtów. BBC chciało przenieść Maida Vale Studios, jednak nie doszło to do skutku. Na stadionie odbywały się mecze MLB. Park ma powierzchnię 100 ha. W 2021 roku zaplanowano Rugby League World Cup 2021. Obecnie dalej trwają prace nad innymi budynkami.

## Stadion West Ham United
Były stadion olimpijski po zakończeniu igrzysk przeszedł w ręce West Ham United (do przejęcia zgłosili się także Tottenham Hotspur F.C oraz Leyton Orient F.C.). Stadion mieści 80 tysięcy widzów oraz jest otoczony wodą. Na miejscu rozgrywki zaczęto w sezonie 2016/17 Premier League.

## Galeria

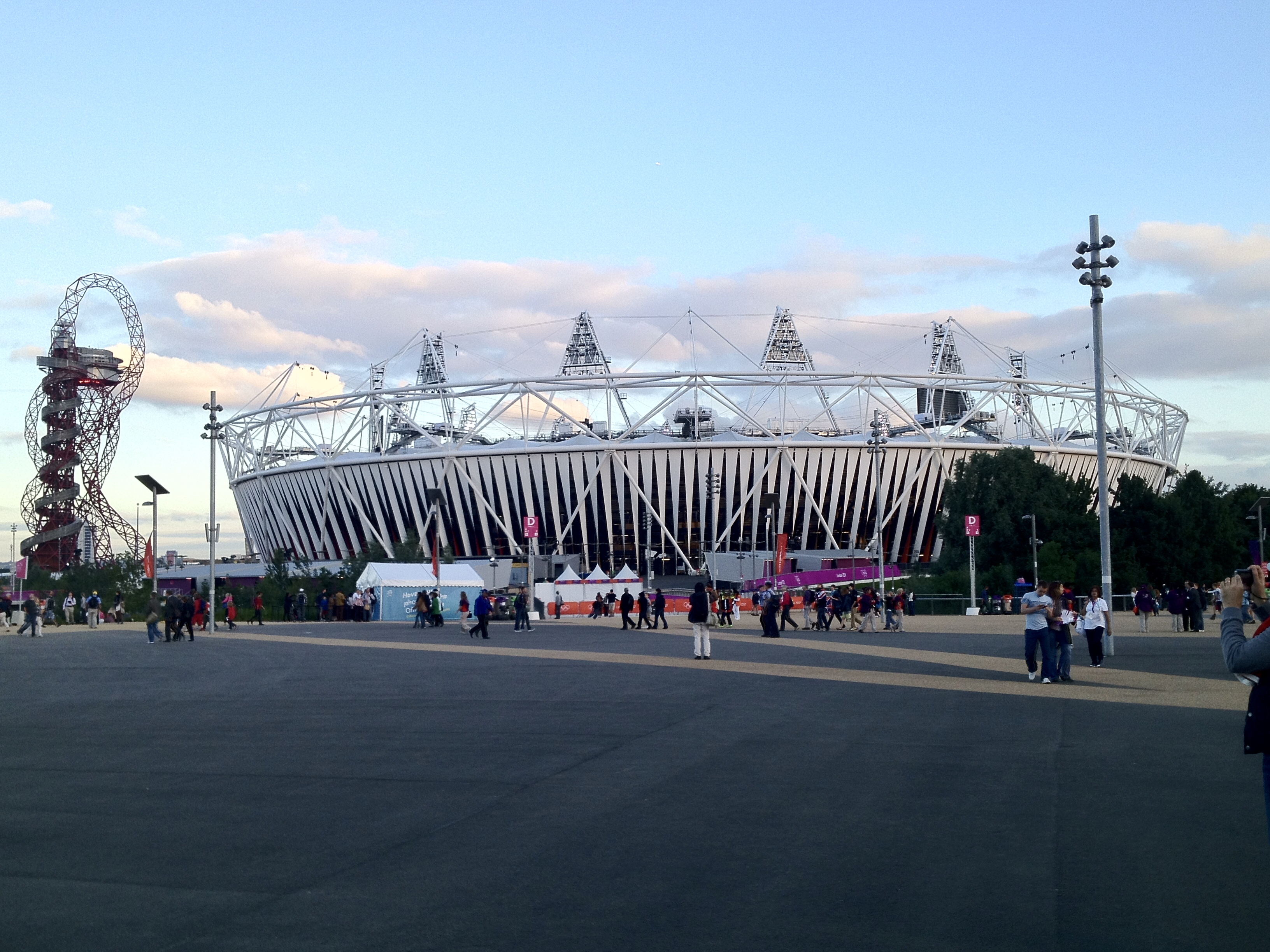
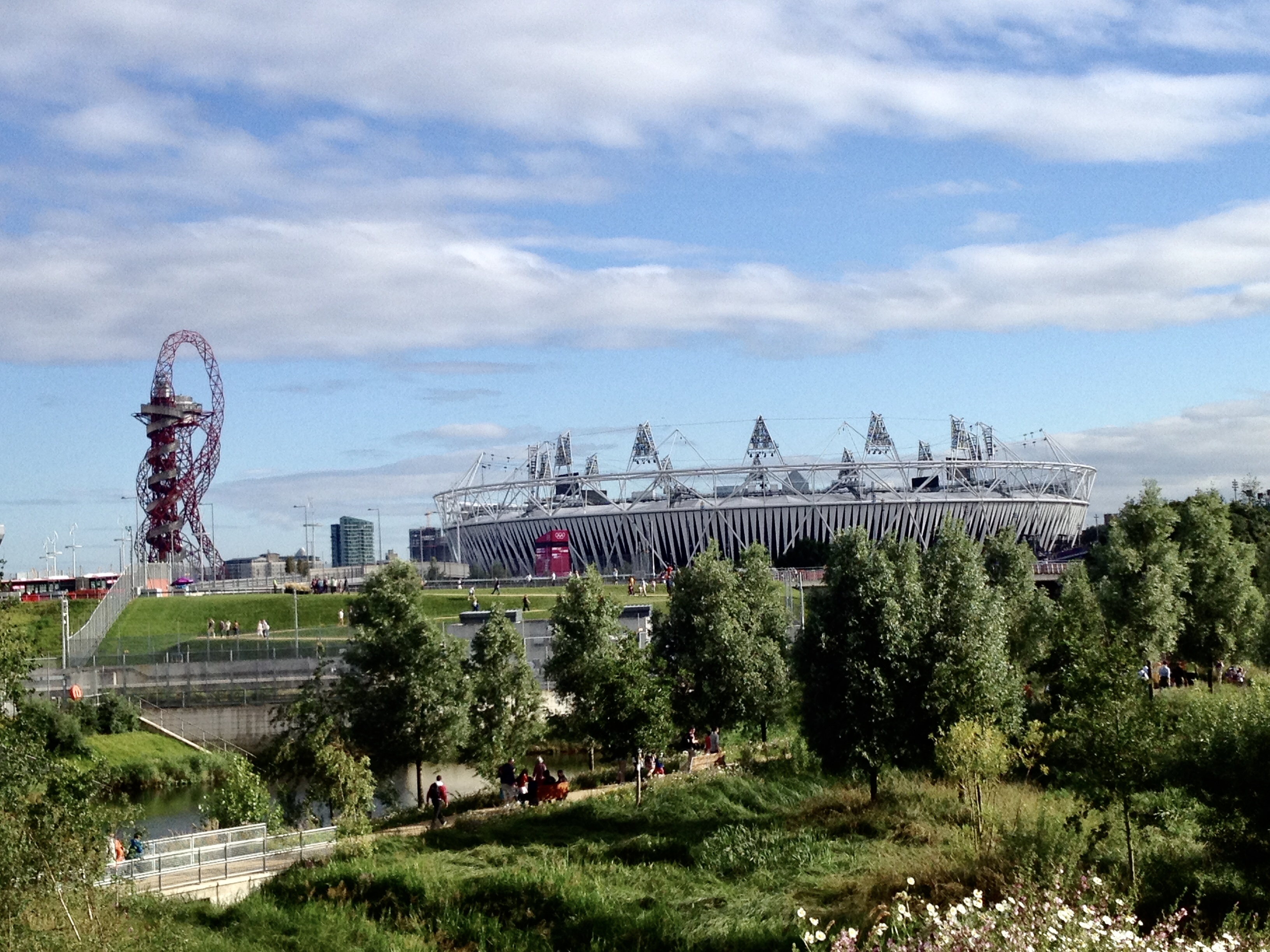
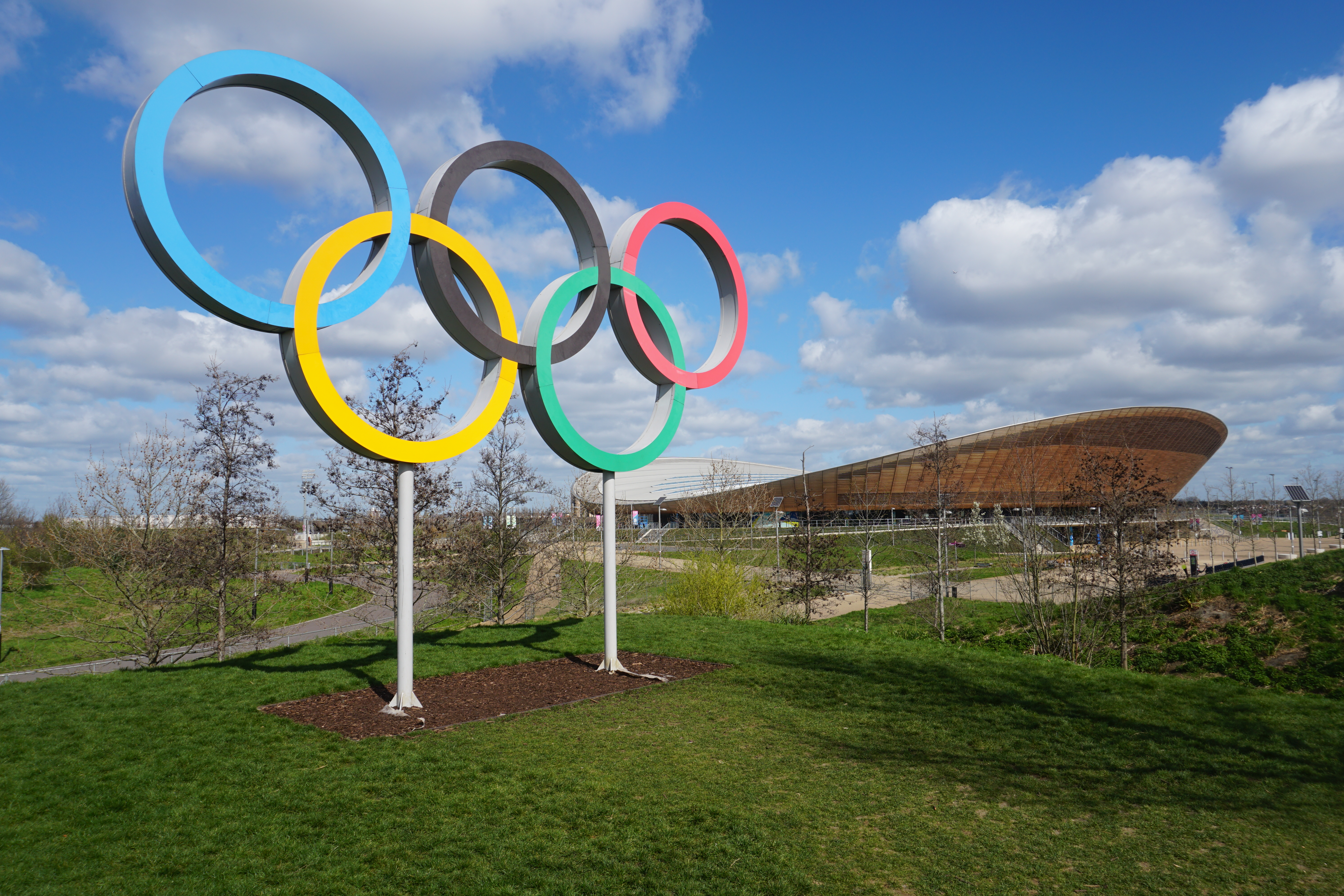
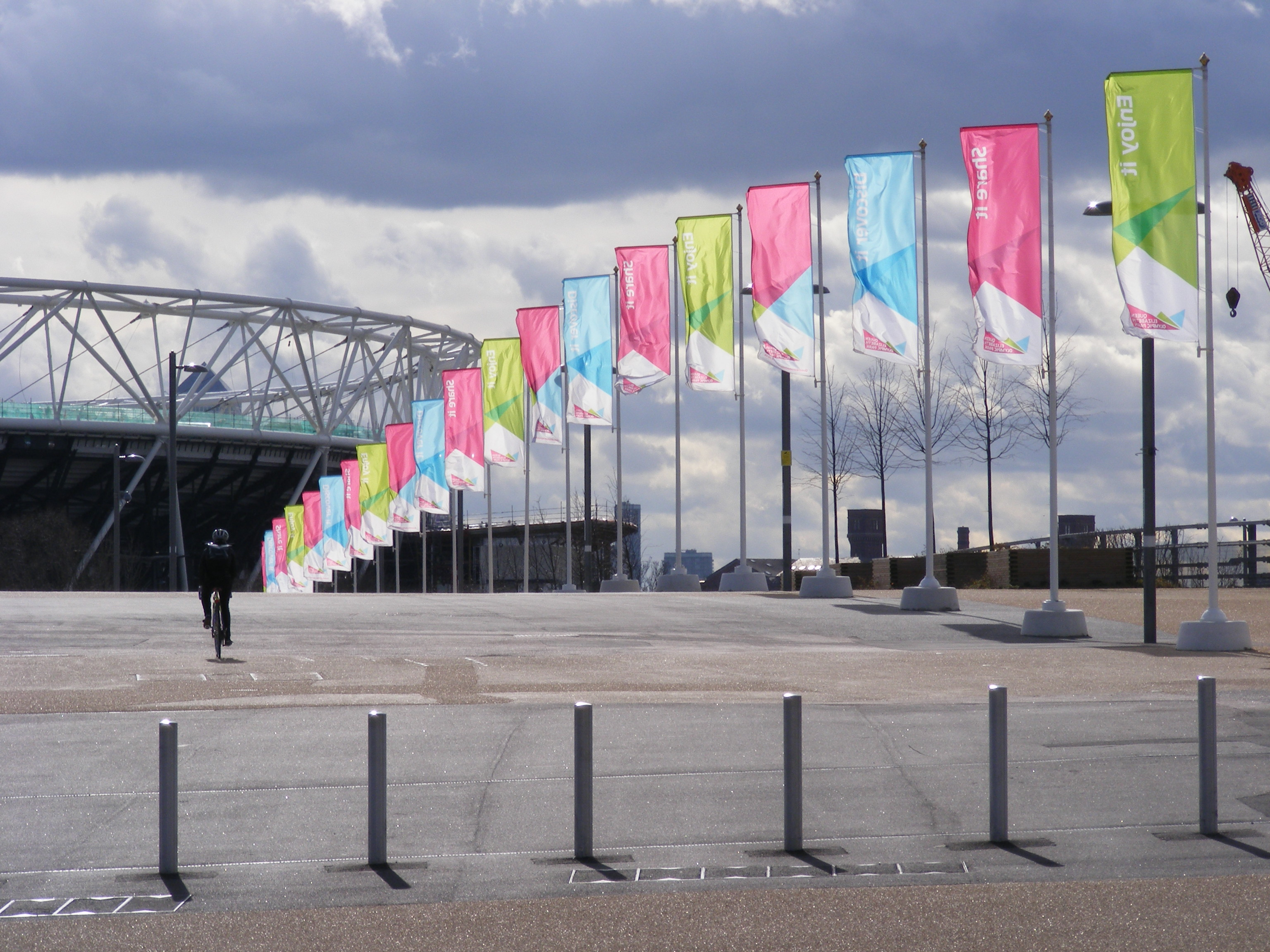